# Visions of Europe
Visions of Europe è un album live del gruppo musicale finlandese Stratovarius. Il disco, pubblicato nel 1997, è stato registrato in Italia, a Milano e in Grecia, ad Atene.

## Tracce

### Disco 1
1. Intro - 1:34
2. Forever Free – 6:35
3. Kiss of Judas – 6:39
4. Father Time – 5:08
5. Distant Skies – 4:33
6. Season of Change – 7:18
7. Speed of Light – 3:35
8. Twilight Symphony – 7:16
9. Holy Solos – 11:13

### Disco 2
1. Visions (Southern Cross) – 10:10
2. Will the Sun Rise? – 6:57
3. Forever – 3:47
4. Black Diamond – 6:14
5. Against the Wind – 5:45
6. Paradise – 4:53
7. Legions – 6:37

## Formazione
- Timo Tolkki - chitarra
- Timo Kotipelto - voce
- Jens Johansson - tastiera
- Jörg Michael - batteria
- Jari Kainulainen - basso